# Slag bij Belmont (Missouri)
De Slag bij Belmont vond plaats op 7 november 1861 in Mississippi County, Missouri tijdens de Amerikaanse Burgeroorlog. Dit was de eerste grote veldslag voor brigadegeneraal Ulysses S. Grant, de latere opperbevelhebber van het Noordelijke leger en toekomstig president van de Verenigde Staten van Amerika.
Op 6 november vertrok Grant per boot uit Caïro, Illinois om het Zuidelijke fort bij Columbus, Kentucky aan te vallen. De volgende morgen vernam Grant dat er Zuidelijke eenheden de Missouri overgestoken hadden naar Belmont. Grant liet zijn manschappen aan de Missourizijde laden, waarna ze naar Belmont oprukten. Het Zuidelijke kampement werd veroverd en verwoest. De Zuidelijken herstelden zich snel van de verrassing en lieten versterkingen overkomen vanuit Columbus. Ze voerden een tegenaanval uit ondersteund door zware artillerie. Grant trok zijn soldaten terug naar de wachtende boten en voer af naar Paducah in Kentucky. Dit was maar een kleine confrontatie. Echter door het weinige nieuws op andere fronten, kreeg deze veldslag veel aandacht in de geschreven pers.

## Achtergrond

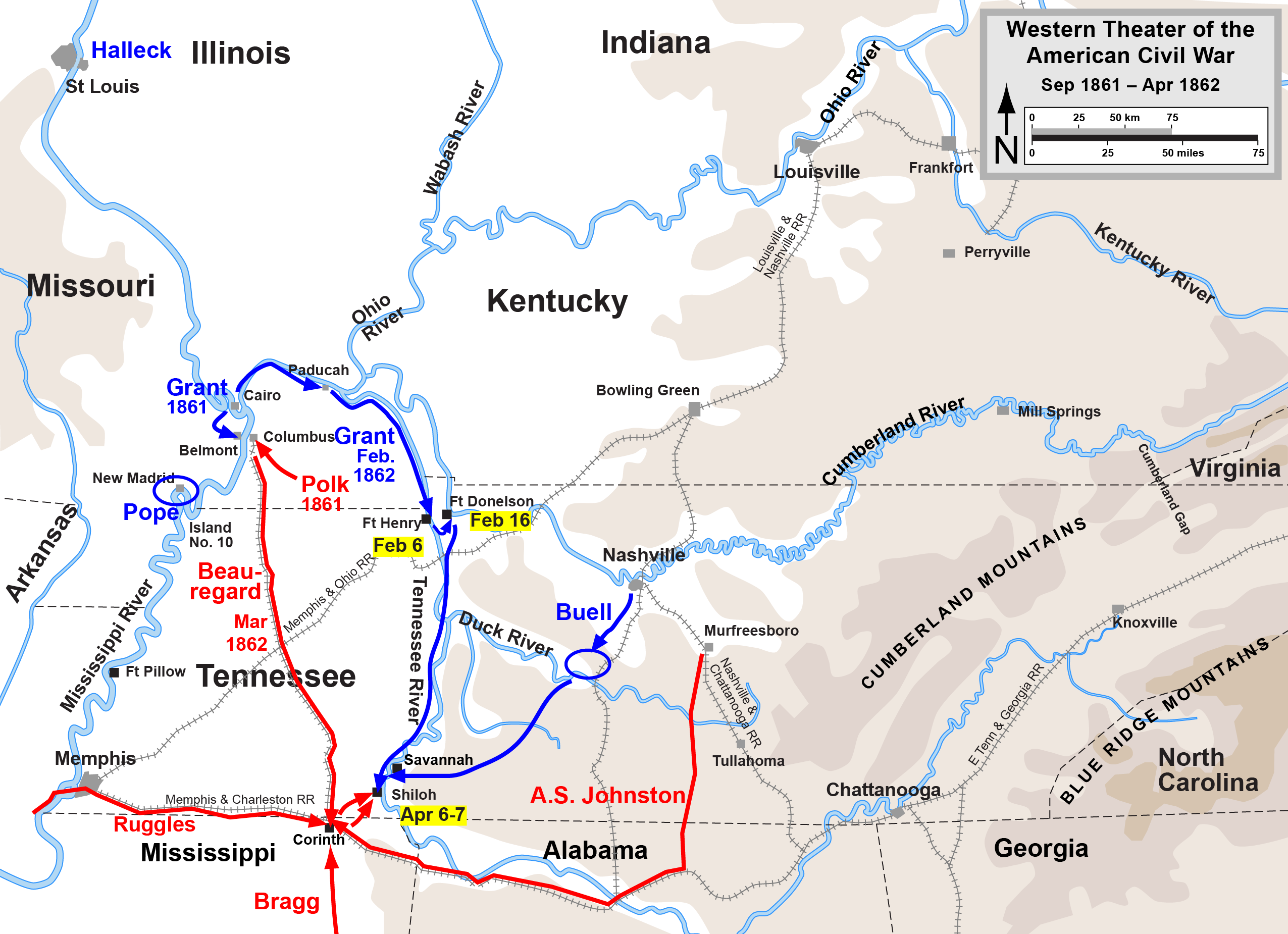
Operaties in het westen vanaf Belmont in November 1861 tot Shiloh in april 1862

De staat Kentucky verklaarde zich bij het uitbreken van de oorlog neutraal. Hoewel het een pro-Zuidelijke gouverneur had, was het merendeel van de bevolking en het bestuursapparaat pro-Noordelijk. Op 3 september 1861 werd de neutraliteit geschonden toen de Zuidelijke generaal-majoor Leonidas Polk de stad Columbus bezette. Twee dagen nadien werd Paducah ingenomen door de Noordelijken onder leiding van brigadegeneraal Ulysses S. Grant. Grant vroeg de toestemming aan zijn bevelhebber, generaal-majoor John C. Frémont, om Columbus te mogen aanvallen. Er kwam geen antwoord. Tijdens de twee komende maanden vonden er kleine schermutselingen plaats tussen de Noordelijken en de Zuidelijken.
Via zijn informanten leerde Frémont dat de Zuidelijken hun troepen in Arkansas wilden versterken. Om de Zuidelijke eenheden vast te houden, gaf hij het bevel aan Grant om een schijnaanval uit te voeren tegen Columbus. Grant stuurde ongeveer 3000 soldaten onder leiding van kolonel Richard James Oglesby naar zuidoostelijk Missouri. Toen Grant vernam dat er Zuidelijke versterkingen op weg waren naar Missouri, in de richting van Oglesby opmars, stuurde Grant brigadegeneraal Charles Ferguson Smith vanuit Paducah naar het zuidwesten van Kentucky om de Zuidelijke versterkingen af te leiden. Grant koos Belmont uit als zijn doel. Belmont was een kleine oversteekplaats met enkele woningen op ongeveer een kleine kilometer van Columbus. Grants leger bestond uit 3114 manschappen. Het was ingedeeld in twee brigades onder respectievelijk brigadegeneraal John A. McClernand en kolonel Henry Dougherty, twee cavaleriecompagnieën en een artilleriebatterij. Op 6 november 1861 vertrok Grant vanuit Caïro met de transportschepen Aleck Scott, Chancellor, Keystone State, Belle Memphis, James Montgomery en Rob Roy, die werden geëscorteerd door twee kanonneerboten, namelijk de USS Tyler en de USS Lexington.
De Zuidelijke generaal-majoor Leonidas Polk beschikte over ongeveer 5000 soldaten in Columbus. Toen Polk Grant’s vertrek vernam, veronderstelde Polk dat Grant Columbus als hoofddoel had. Belmont werd aangezien als een afleidingsmanoeuvre. Pold stuurde 2700 soldaten naar Belmont onder leiding van brigadegeneraal Gideon J. Pillow. De rest hield hij bij zich in Columbus.
Aangekomen bij Belmont ontdekte Grant een observatiepost van de Zuidelijken met de naam kamp Johnston. Het kampement werd beschermd door een artilleriebatterij. Grant besliste om het kampement aan te vallen voordat de Zuidelijken versterking kregen van eenheden onder generaal-majoor Sterling Price en brigadegeneraal M. Jeff Thompson van de Missouri State Guard .

## De slag
Op 7 november, rond 08.30 uur, werden de Noordelijken ontscheept bij Hunter's Farm op ongeveer vijf kilometer ten noorden van Belmont. Dit lag net buiten het bereik van de zes Zuidelijke batterijen bij Columbus. Ze rukten op langs één weg terwijl ze allerhande obstakels uit de weg moesten ruimen. Op ongeveer 1,5 kilometer buiten Belmont vormden ze een gevechtslinie in een korenveld. Van noord naar zuid bestond deze linie uit de 22nd Illinois Infantry, 7th Iowa Infantry, 31st Illinois Infantry, 30th Illinois Infantry en de 27th Illinois Infantry, waartussen de cavalerie opgesteld stond. Ten noordwesten van Belmont vormden de Zuidelijken hun eigen linie bestaande uit de 12th Tennessee Infantry, 13th Arkansas Infantry, 22nd Tennessee Infantry, 21st Tennessee Infantry en de 13th Tennessee Infantry.
Grant’s aanval dreef de scherpschutters terug. Voor de rest van de ochtend rukten beide zijden op om daarna weer een stukje terrein prijs te geven. Veel van de soldaten hadden nog nooit een veldslag meegemaakt. Rond 14.00 uur begon de linie van Pillow te breken. Ze trokken zich terug naar Kamp Johnston. De ordelijke terugtrekking ontaardde zeer snel in paniek toen vier Noordelijke kanonnen het vuur openden. De Noordelijken vielen het kamp aan langs drie zijden. De verslagen Zuidelijken lieten hun vlaggen en kanonnen achter om te ontsnappen. Grant stond de volledige tijd in de voorste linie. Zijn paard werd van onder hem geschoten.
Brigadegeneraal McClernand stapte naar het midden van het kamp waar de Amerikaanse vlag gehesen werd. In een overwinningsroes werd het kamp geplunderd. Grant gaf het bevel om het kamp in brand te steken, zodat hij weer controle kon krijgen over zijn manschappen. Door de verblindende rook en de verwarring werden per ongeluk enkele Zuidelijke soldaten levend verbrand. De Zuidelijken die erin slaagden om te vluchten dachten dat dit een opzettelijke tactiek was van de Noordelijken.
Terwijl de Noordelijken terugkeerden naar hun transportschepen, met twee kanonnen en 106 gevangenen als buit, werden ze aanvallen door Zuidelijke versterkingen. De Zuidelijken hadden mannen overgezet via de Prince en de Charm. Ze hoopten Grant’s aftocht te kunnen afsnijden. De Noordelijken formeerden hun gevechtslinie. Verschillende artilleriebatterijen en de kanonnen van de "Lady Polk" vuurden hun ladingen af op de Noordelijke gevechtslinie. Er ontstond een artillerieduel met de Noordelijke vuurmonden.
Behalve één regiment waren de Noordelijken erin geslaagd om al vechtend de schepen te bereiken. Het achtergebleven regiment was aan het zicht onttrokken. Grant reed terug om te zien waar zijn soldaten waren. Het enige wat hij zag was een massa vijandelijke eenheden die optrokken naar zijn positie. Hij reed terug naar de boten maar zag daar tot zijn verbazing dat de trossen reeds losgegooid waren. Een kapitein herkende Grant nog net op tijd om een loopplank uit te steken en Grant aan boord te brengen.

## Gevolgen
De Zuidelijken eisten de overwinning op. Het was echter een onbesliste confrontatie. Grant’s gaf een demonstratie van zijn kunnen maar werd teruggeslagen. De Noordelijke verliezen bedroegen 120 doden, 383 gewonden en 104 vermisten. De Zuidelijke verliezen waren zelfs nog hoger met 105 doden, 419 gewonden, 106 krijgsgevangen en 11 vermisten. Het enige voordeel aan de slag was dat Grant ervaring opgedaan had met het commanderen van een grote eenheid.